# Venturia chamaemori
Venturia chamaemori är en svampart som först beskrevs av Petter Adolf Karsten, och fick sitt nu gällande namn av Arx 1957. Venturia chamaemori ingår i släktet Venturia och familjen Venturiaceae.  Arten är reproducerande i Sverige. Inga underarter finns listade i Catalogue of Life.